# Bom Tempo
| Críticas profissionais | Críticas profissionais |
| Avaliações da crítica  | Avaliações da crítica  |
| Fonte                  | Avaliação              |
| ---------------------- | ---------------------- |
| Allmusic               | [ 1 ]                  |
| Slant Magazine         | [ 2 ]                  |

"Bom Tempo" é o decimo oitavo álbum de estúdio solo do pianista brasileiro Sérgio Mendes. O álbum foi lançado em 2010, pelas editoras discográficas Concord Records. O álbum conta com a participação de grandes nomes da musica brasileira com Milton Nascimento, Seu Jorge, Carlinhos Brown e Gracinha Leporace. O álbum foi indicado a ao Grammy Awards na categoria Melhor Disco de World Music Contemporânea, e venceu o Grammy Latino na categoria Melhor Álbum de Pop Contemporâneo Brasileiro.

## Singles
- Emorio foi o single do álbum, lançado em junho de 2010, a faixa conta com a participação de Carlinhos Brown e Nayanna Holley,[6] chegou a vigésima nona posição na Dance Music/Club Play Singles feita pela revista Billboard.[7]
- You And I que contou com a participação de Carlinhos Brown e Nayanna Holley alcançou a octogésima posição na Japan Hot 100.[8]
- Magalenha que foi o sucesso do álbum Brasileiro lançado por Mendes em 1992, também alcançou as paradas em seu relançamento. Chegando a quarta colocação na Billboard Jazz Digital Songs,[9] e na vice liderança da Billboard World Digital Songs.[10]

## Faixas
| N.º | Título                                                                     | Duração |  |
| 1.  | "Emorio (Eh-Mo-Ree-Oh)" (com Carlinhos Brown & Nayanna Holley)             | 3:49    |  |
| 2.  | "Maracatu Atomico (Mah-Rah-Kah-Too Atomico)" (com Seu Jorge)               | 3:09    |  |
| 3.  | "You and I" (com Carlinhos Brown & Nayanna Holley)                         | 3:51    |  |
| 4.  | "Ye-Me-Le (Yeh-Meh-Leh)"                                                   | 3:27    |  |
| 5.  | "Magalenha" (com Carlinhos Brown)                                          | 3:57    |  |
| 6.  | "Orpheus (Quiet Carnival)"                                                 | 3:43    |  |
| 7.  | "Pais Tropical (Paeesh Tropeecal)"                                         | 3:13    |  |
| 8.  | "Maracatu (Nation of Love)" (com Seu Jorge & Gracinha Leporace)            | 4:18    |  |
| 9.  | "The Real Thing" (com Katie Hampton)                                       | 4:28    |  |
| 10. | "Caminhos Cruzados (Crossroads)" (com Gracinha Leporace)                   | 3:58    |  |
| 11. | "Caxanga (Kah-Shun-Gah)" (com Milton Nascimento)                           | 4:41    |  |
| 12. | "Só Tinha De Ser Com Você (It Had To Be With You)" (com Gracinha Leporace) | 3:44    |  |

## Desempenho nas paradas
| \| Paradas (2010) \| Melhor posição \| \| ------------------------------------ \| -------------- \| \| Estados Unidos (Top Jazz Albums)[11] \| 7 \| \| Grécia (IFPI)[12] \| 7 \| |                |
| Paradas (2010) | Melhor posição |
| Estados Unidos (Top Jazz Albums) | 7              |
| Grécia (IFPI) | 7              |

## Prêmios e indicações
| Ano  | Cerimônia     | Categoria                                    | Resulto  |
| ---- | ------------- | -------------------------------------------- | -------- |
| 2010 | Grammy Award  | Melhor Disco de World Music Contemporânea    | Indicado |
| 2010 | Grammy Latino | Melhor Álbum de Pop Contemporâneo Brasileiro | Venceu   |

## Remixed
| Críticas profissionais | Críticas profissionais |
| Avaliações da crítica  | Avaliações da crítica  |
| Fonte                  | Avaliação              |
| ---------------------- | ---------------------- |
| Allmusic               | [ 13 ]                 |

"Bom Tempo Brasil Remixed" é a versão remixada do álbum, e o primeiro álbum de remixes de Sérgio Mendes. O álbum foi lançado em Junho de 2010 pela gravadora Concord Records. No disco estão presentes remixes de alguns dos maiores sucessos do artista, como do single Mas que Nada.

## Faixas
| N.º | Título                                                     | Duração |  |
| 1.  | "Maracatu Atomico" (Paul Oakenfold Club Mix)               | 4:11    |  |
| 2.  | "Ye-Me-Le" (Chuckie Remix)                                 | 5:32    |  |
| 3.  | "You and I" (Cutmore Remix)                                | 3:22    |  |
| 4.  | "Orpheus (Quiet Carnival)" (Funk Generation Mix)           | 4:08    |  |
| 5.  | "Magalenha" (Moto Blanco Remix)                            | 7:44    |  |
| 6.  | "País Tropical" (Roger Sanchez Release Yourself Mix)       | 5:12    |  |
| 7.  | "Waters of March (Les Eaux De Mars)" (Paul Harris Remix)   | 3:17    |  |
| 8.  | "Maracatu (Nation of Love)" (Mario C. Remix)               | 4:47    |  |
| 9.  | "The Real Thing" (Bimbo Jones Remix)                       | 3:48    |  |
| 10. | "Emorio" (Paul Oakenfold Club Mix)                         | 4:42    |  |
| 11. | "Só Tinha de Ser com Você" (Nicola Conte Zona Sul Version) | 4:13    |  |
| 12. | "Mas Que Nada" (NERVO Remix)                               | 5:45    |  |